# Christian Faul (Maler)
Christian Faul (* 1967 in Erlangen) ist ein deutscher Maler.

## Werdegang
Christian Faul studierte von 1991 bis 1997 an der Akademie der Bildenden Künste Nürnberg bei Hans-Peter Reuter und Leni Hoffmann. Das Wintersemester 1994/1995 absolvierte er in Krakau an der Akademie der schönen Künste bei Antoni Porczak. Von 1999 bis 2000 hielt er sich mit einem Stipendium des Deutschen Akademischen Austauschdienstes in Kyoto, Japan auf. Neben seiner Tätigkeit im eigenen Atelier in Fürth arbeitete er von 2001 bis 2006 an der Akademie der Bildenden Künste Nürnberg in der Lehre. In dieser Zeit begann auch sein Austausch mit dem Künstler Rolf-Gunter Dienst. Im Winter 2005/2006 bezog er im Rahmen eines Residenzstipendiums ein Arbeitsatelier an der Cité Internationale des Arts in Paris. Von 2008 bis 2013 lebte und arbeitete Faul in Berlin, seit 2014 in Stäfa/Zürich.

## Werk

### Technik
Faul arbeitet mit Ölfarbe auf Oberflächen wie Acrylglas, Aluminiumschichtplatten oder einer Kombination aus beiden. Er erzielt Leuchtkraft durch Bildträger, die komplett aus Acrylglas bestehen. „Das Licht kommt zwar von vorne, wird aber durch die weiße Wand dahinter zurück in das Bild reflektiert“, erklärt der Künstler. Bei anderen Arbeiten ist eine flache Acrylglasscheibe so auf eine Aluminiumschichtplatte aufgebracht, dass ein scheinbar vor der Wand schwebendes Bildobjekt entsteht. Wieder andere Objekte bestehen aus einer Aluminiumschichtplatte auf tiefen Holzwangen, die in den Raum hineinragen. Die Gemälde besitzen runde Ecken, bleiben ungerahmt und zeichnen sich durch einen objekthaften Charakter aus. Dadurch sind sie „beides: Bild und Ding“. Seit 2011 finden sich sowohl in den Gemälden als auch auf großflächigen Wandarbeiten minimalistisch anmutende Lineaturen. Ziel ist eine räumliche Wirkung, welche aus scharf voneinander abgegrenzten Linien und Flächen entsteht.

### Inhalt
Als Sujets wählt der Künstler Pflanzen, Wolkenassoziationen und Koikarpfen. Auch wenn Teile des Gemalten wie detailgetreue Darstellungen der Natur anmuten, geht es nicht um eine abbildhafte Darstellung. Gebräuchliche Kategorien wie abstrakt, konkret und gegenständlich lehnt der Künstler ab.
Für seinen Bildaufbau typisch ist eine Balance aus Asymmetrien, gefüllten und scheinbar leeren Flächen, was einen Bezug zur japanischen Ästhetik herstellt. Philosophisch folgt er dem Gedanken der gegenseitigen Abhängigkeit von Sein und Nichtsein.

## Einzelausstellungen (Auswahl)
- 2018: yulamaii, Galerie Wittenbrink, München
- 2016: banaii - neue suite, Oechsner Galerie, Nürnberg
- 2013: zödiq, Galerie Münsterland e.V., Emsdetten
- 2012/13: tirza, Oechsner Galerie, Nürnberg
- 2010: izop, Galerie Wittenbrink, München
- 2008/09: _lichtgetrunken, Oechsner Galerie, Nürnberg
- 2006: Paris-Suite, Oechsner Galerie, Nürnberg
- 2005: sim, Kunstverein Drensteinfurt e.V., Alte Synagoge, Drensteinfurt
- 2004: pluma, Neue Galerie Dachau, Dachau
- 2003: impken, Kunstmuseum Erlangen, Erlangen
- 2001: kirei, Kunstverein Kohlenhof, Nürnberg
- 2000: Bye-bye Kyoto, Art Space Niji, Kyoto, Japan
- 1999: Zwischen Himmel und Erde, Installation in der Sebalduskirche, Nürnberg
- 1995: Druga Strona/(Die) Andere Seite, Museum Czartoryski, Kraków, Polen

## Sammlungen (Auswahl)
- Deutscher Bundestag, Berlin
- Gemälde- und Skulpturensammlung der Stadt Nürnberg, Nürnberg
- Neues Museum, Staatliches Museum für Kunst und Design, Nürnberg
- Pinakothek der Moderne, Bayerische Staatsgemäldesammlungen, München

## Auszeichnungen (Auswahl)
- 2012: Kulturförderpreis Erlangen
- 2007: Kulturförderpreis der Stadt Nürnberg
- 2000: Kulturförderpreis der Stadt Fürth
- 1999: Staatlicher Förderpreis des Freistaates Bayern

## Belege
1. ↑  Simone Schimpf: Lichtgetrunken. In: Christian Faul: Malerei / Paintings 2005-2008. Graef Verlag, Nürnberg 2010, S. 6.
2. ↑  Thomas Heyden: ... ein vollkommenes Echo sein. In: Christian Faul: Arbeiten / Works 2003-2004. Zweckverband Dachauer Galerien und Museen, Dachau 2004, S. 3.
3. ↑  Hans-Jörg Clement im Gespräch mit Christian Faul: Reduzieren, Abstrahieren, Kreieren. In: Christian Faul: Malerei / Paintings 2005-2009. Graef Verlag, Nürnberg 2010, S. 53 f.
4. ↑  Stephan Trescher: Feier der Farbe - Lebendiges Licht. In: Christian Faul: zödig. Verlag Kettler, Bönen 2013, S. 22.

| Personendaten    | Personendaten   |
| ---------------- | --------------- |
| NAME             | Faul, Christian |
| KURZBESCHREIBUNG | deutscher Maler |
| GEBURTSDATUM     | 1967            |
| GEBURTSORT       | Erlangen        |